# Abendhauptschule
Eine Abendhauptschule ist eine spezielle Hauptschulform und zählt zur Gruppe der Zweiten Bildungswege (Schulen für Erwachsene, SfE).

## Allgemein
Abendhauptschulen werden, je nach Bundesland und lokaler Tradition, meist von Volkshochschulen in verschiedenen „Zeitfenstern“ angeboten:
- an einzelnen Abenden der Woche (z. B. an drei bis vier Tagen),
- abends, ca. ab 17:30 Uhr, täglich von montags bis einschließlich donnerstags,
- Nachmittagsunterricht, ca. ab 14:30 Uhr
- Vormittagsunterricht (Tageshauptschule, Halbtagsschule), ca. ab 8:00 Uhr an drei bis vier Werktagen.

An einer Abendhauptschule kann man den Hauptschulabschluss erreichen. Dies ist ohne oder mit dem Hauptfach Englisch möglich (in Bayern wird der Hauptschulabschluss mit Englisch auch als Quali bezeichnet, da er erfahrungsgemäß zu einer breiteren Palette beruflicher Möglichkeiten qualifiziert).

## Zugang
Um an einer Abendhauptschule aufgenommen zu werden, müssen bestimmte Voraussetzungen erfüllt sein:
- Der Bewerber muss die gesetzliche Schulpflicht erfüllt haben,
- noch keinen dem Hauptschulabschluss im jeweiligen Bundesland entsprechenden gleichwertigen Bildungsstand erworben haben und
- z. T. weitere Voraussetzungen der aufnehmenden Bildungseinrichtung erfüllen (z. B. ausreichende Deutschkenntnisse, ausreichende Englischkenntnisse für das Fach Englisch usw.)
- einzelne Bundesländer machen darüber hinaus zur Bedingung, dass die Berufsschulpflicht erfüllt sein muss oder dass der Bewerber nicht gleichzeitig eine andere Schule besucht, an der ein dem Hauptschulabschluss mindestens gleichwertiger Bildungsstand erworben werden kann.

Auskünfte erteilen zumeist die Volkshochschulen der größeren Städte und/oder die jeweils zuständige Schulbehörde.

## Kosten
Die Tages- oder Abendhauptschulen werden je nach Bundesland und Träger zu unterschiedlichen Gebühren angeboten. Bisweilen werden für den Unterricht notwendige Bücher kostenlos oder gegen Gebühr bzw. Pfand verliehen oder müssen selbst gekauft werden.

## Unterricht und Prüfung
Für Personen ohne Schulabschluss oder mit dem Abschluss der Förder- bzw. Sonderschule dauert die Schulzeit bis zum Hauptschulabschluss etwa acht Monate bis eineinhalb Jahre. Bei manchen Trägern werden Vorkurse angeboten, in denen früherer Lernstoff aufgefrischt oder, bei Interessenten mit geringer Vorbildung, neu erlernt wird, und so auf das anschließende Lernen in der Abendhauptschule vorbereitet. Kernfächer sind zumeist Deutsch, Mathematik und, sofern die Voraussetzungen vorliegen, Englisch. Mancherorts ist für Migranten an Stelle von Englisch eine Prüfung in der Muttersprache möglich.
Der Fächerkanon der Abendhauptschule ist im Vergleich zu einer normalen Hauptschule etwas reduziert. In Klassenstärken von oftmals 15–25 Lernenden wird gelernt. Diese kleinen Gruppen besitzen den Vorteil für Lernende, dass sich Lehrer besser und intensiver als in Tagesschulen auf die Gruppe einstellen können. Prüfungen werden meist in einer staatlichen Hauptschule absolviert.

## Geschichte
Die abschlussbezogene Erwachsenenbildung existiert in Deutschland seit Mitte der 1920er Jahre und steht in der Tradition der frühen Arbeiterbildungsvereine, Volkshochschulen (ehemals: Bund für Volksbildung) und liberaler/bürgerlicher Bildungsinitiativen. Gemeinsam ist diesen Ursprüngen, dass kleine Leute und/oder sozial benachteiligte Gruppen der Gesellschaft Zugang zu mehr Bildung und Chancen für einen beruflichen Aufstieg erhalten sollten.
Abendhauptschulen wurden zumeist in der Folge der Gründung eines Abendgymnasiums oder einer Abendrealschule gegründet.